# Tabanus aidini
Tabanus aidini är en tvåvingeart som beskrevs av Krober 1928. Tabanus aidini ingår i släktet Tabanus och familjen bromsar.
Artens utbredningsområde är Turkiet. Inga underarter finns listade i Catalogue of Life.